# Osztrák labdarúgó-szuperkupa
Az osztrák labdarúgó-szuperkupa (Hivatalos nevén:ÖFB-Supercup) egy 1986-ban alapított, az Osztrák labdarúgó-szövetség által kiírt kupa volt, amely 2004-ben szűnt meg. Tradicionálisan az új idény első meccsét jelentette, s az előző év bajnoka játszott az előző év kupagyőztesével. A legsikeresebb csapat az Austria Wien gárdája, hat győzelemmel.

## Története
A szuperkupát 1986-ban alapították és 2004-ig minden évben megrendezték. Egy mérkőzést rendeztek és amennyiben döntetlen eredmény született büntetőkkel dőlt el a kupa sorsa.
Abban az esetben, ha ugyanaz a csapat nyerte a bajnokságot és a kupát is, akkor a bajnok a kupadöntőssel játszott.

## Mérkőzések
Az alábbi táblázatban szerepelnek az osztrák labdarúgó-szuperkupa összes hagyományos lebonyolítású döntői, 1986-tól 2004-ig.
| Kiírás | Bajnok           | Kupagyőztes      | Eredmény     | Helyszín                       | Nézőszám |
| ------ | ---------------- | ---------------- | ------------ | ------------------------------ | -------- |
| 1986   | Austria Wien     | Rapid Wien       | 1–3          | Gerhard Hanappi Stadion, Bécs  | 3 300    |
| 1987   | Rapid Wien       | Swarovski Tirol  | 2–1          | Gerhard Hanappi Stadion, Bécs  | 6 000    |
| 1988   | Rapid Wien       | Kremser          | 1–1 t:(4–2)  | Krems an der Donau             | 7 000    |
| 1989   | Swarovski Tirol  | Admira Wacker    | 1–1 t:(1–4)  | Tivoli, Innsbruck              | 1 500    |
| 1990   | Swarovski Tirol  | Austria Wien     | 1–5          | Linzer, Linz                   | 12 000   |
| 1991   | Austria Wien     | Stockerau        | 3–0          | Stockerau                      | 6 000    |
| 1992   | Austria Wien     | Admira Wacker    | 1–1 t:(6–5)  | Wiener Neustädter, Bécsújhely  | 5 000    |
| 1993   | Austria Wien     | Wacker Innsbruck | 1–1 t:(4–2)  | Dornbirn                       | 7 000    |
| 1994   | Austria Salzburg | Austria Wien     | 2–1          | Alpenstadion, Kapfenberg       | 8 000    |
| 1995   | Austria Salzburg | Rapid Wien       | 2–1          | Alpenstadion, Kapfenberg       | 6 500    |
| 1996   | Rapid Wien       | Sturm Graz       | 0–1          | Alpenstadion, Kapfenberg       | 7 000    |
| 1997   | Austria Salzburg | Sturm Graz       | 1–0          | Linzer, Linz                   | 3 000    |
| 1998   | Sturm Graz       | SV Ried          | 4–0          | Wörthersee Stadion, Klagenfurt | 6 000    |
| 1999   | Sturm Graz       | LASK Linz        | 1–1 t:(6–5)  | Stadion Graz-Liebenau, Graz    | 4 500    |
| 2000   | Tirol Innsbruck  | Grazer AK        | 0–2          | Tivoli, Innsbruck              | 5 600    |
| 2001   | Tirol Innsbruck  | Kärnten          | 0–0 t:(9–10) | Tivoli, Innsbruck              | 6 700    |
| 2002   | Grazer AK        | Sturm Graz       | 3–0          | Stadion Graz-Liebenau, Graz    | 12 500   |
| 2003   | Austria Wien     | Kärnten          | 2–1          | Franz Horr, Bécs               | 6 500    |
| 2004   | Grazer AK        | Austria Wien     | 1–1 t:(3–5)  | Stadion Graz-Liebenau, Graz    | 7 100    |

## Statisztika

### Győzelmek száma klubonként
| Csapat                           | Győztes                                | Döntős                                 |
| -------------------------------- | -------------------------------------- | -------------------------------------- |
| Austria Wien                     | 6 (1990, 1991, 1992, 1993, 2003, 2004) | 2 (1986, 1994)                         |
| Rapid Wien                       | 3 (1986, 1987, 1988)                   | 2 (1995, 1996)                         |
| Sturm Graz                       | 3 (1996, 1998, 1999)                   | 2 (1997, 2002)                         |
| Austria Salzburg                 | 3 (1994, 1995, 1997)                   |                                        |
| Grazer AK                        | 2 (2000, 2002)                         | 1 (2004)                               |
| Kärnten                          | 1 (2001)                               | 1 (2003)                               |
| Admira Wacker                    | 1 (1989)                               | 1 (1992)                               |
| Wacker Innsbruck/Tirol Innsbruck |                                        | 6 (1987, 1989, 1990, 1993, 2000, 2001) |
| Kremser                          |                                        | 1 (1988)                               |
| Stockerau                        |                                        | 1 (1991)                               |
| Ried                             |                                        | 1 (1998)                               |
| LASK Linz                        |                                        | 1 (1999)                               |